# Segunda guerra del Opio
Plantilla:Campaña Segunda guerra del Opio
La segunda guerra del Opio (1856-1860), segunda guerra anglo-china, segunda guerra de China o expedición anglo-francesa a China fue un conflicto armado entre el Reino Unido de Gran Bretaña e Irlanda y Francia, por un lado, y la dinastía Qing de China, por otro.
Fue el segundo gran conflicto de las guerras del Opio, que se libraron por el derecho a importar opio a China, y supuso una segunda derrota para la dinastía Qing y la legalización forzosa del comercio del opio. Hizo que muchos funcionarios chinos creyeran que los conflictos con las potencias occidentales ya no eran guerras tradicionales, sino parte de una crisis nacional que se avecinaba.
En 1860, tropas británicas y francesas desembarcaron cerca de Pekín, en los Fuertes de Taku, donde habían luchado por el control en dos ocasiones anteriores, y se abrieron paso hasta la ciudad. Las negociaciones de paz se rompieron rápidamente y el Alto Comisionado británico en China ordenó a las tropas extranjeras saquear y destruir el Palacio Imperial de Verano, un complejo de palacios y jardines en el que los emperadores de la dinastía Qing gestionaban los asuntos de Estado.
Durante y después de la segunda guerra del Opio, el gobierno Qing también se vio obligado a firmar tratados con Rusia, como el Tratado de Aigun y la Convención de Pekín. Como resultado, China cedió a Rusia más de 1,5 millones de kilómetros cuadrados de territorio en el noreste y noroeste del país. Con la conclusión de la guerra, el gobierno Qing pudo concentrarse en contrarrestar la Rebelión de Taiping y mantener su dominio. Entre otras cosas, la Convención de Pekín cedió la Península de Kowloon a los británicos como parte de Hong Kong.

## Preludio
La guerra fue la continuación de la primera guerra del Opio. En 1842, el Tratado de Nankín concedió una indemnización y extraterritorialidad a Gran Bretaña, la apertura de cinco puertos  y la cesión de la isla de Hong Kong. El fracaso del tratado para satisfacer los objetivos británicos de mejorar el comercio y las relaciones diplomáticas condujo a la segunda guerra del Opio (1856-1860). En China, se considera que la primera guerra del Opio fue el comienzo de la historia moderna china.
Entre las dos guerras, los repetidos actos de agresión contra súbditos británicos llevaron en 1847 a la Expedición a Cantón que asaltó y tomó, mediante un golpe de mano, los fuertes de la Bocca Tigris resultando en la inhabilitación operativa de 879 cañones. : 501 

## Antecedentes históricos
En la década de 1850 se vio un rápido crecimiento del imperialismo. Algunos objetivos compartidos entre las potencias occidentales incluían expandir sus mercados ultramarinos y establecer nuevos puertos de escala. 
Tanto el acuerdo francés conocido como Tratado de Huangpu, como el pacto estadounidense llamado Tratado de Wangxia contenían cláusulas que permitían la renegociación de dichos tratados después de doce años. En un esfuerzo de expandir sus territorios en China, el Reino Unido pidió a las autoridades de la dinastía Qing renegociar lo acordado en el Tratado de Nankín, en 1842. 
Las demandas británicas incluían que pudieran ejercer el libre comercio en toda China, legalizar la comercialización del opio, abolir los impuestos a extranjeros para el tránsito interno, suprimir la piratería, regular el tráfico de culíes (trabajadores semiesclavos) y permitir al embajador británico residir en Pekín, entre otras cosas. La corte de los Qing rechazó las demandas presentadas por el Reino Unido, Francia y los Estados Unidos.

## Segunda guerra del Opio (1856-1860)

### El Incidente del Arrow
Para conceder a los buques mercantes chinos que faenaban en los puertos del tratado los mismos privilegios que el Tratado de Nankín otorgaba a los barcos británicos, las autoridades británicas les concedieron el registro británico en Hong Kong. El 8 de octubre de 1856, los oficiales de los Qing abordaron el Arrow, un barco de dueños chinos que había sido registrado en Hong Kong (en posesión de los británicos) y era sospechoso de piratería y contrabando. Doce sujetos chinos fueron arrestados y apresados. Este hecho fue conocido como el «Incidente del Arrow».  El Arrow, que anteriormente había sido utilizado por piratas, fue capturado por el gobierno chino y posteriormente revendido. Entonces estaba registrado como buque británico y aún enarbolaba bandera británica en el momento de su detención, aunque su registro había caducado. Su capitán, Thomas Kennedy, que se encontraba a bordo de un barco cercano en ese momento, declaró haber visto a marinos chinos arriar la bandera británica del barco.
El cónsul británico en Cantón, Harry Parkes, se puso en contacto con Ye Mingchen, comisario imperial y Virrey de Liangguang, para exigir la liberación inmediata de la tripulación y una disculpa por el supuesto insulto a la bandera. Parkes afirmó que como el barco había sido recientemente registrado por británicos estaba protegido bajo el Tratado de Nankín. Sólo cuando fue demostrado que aquel era un argumento débil, los británicos insistieron en que el Arrow había tenido una insignia británica y que los soldados de los Qing habían insultado la bandera. Estando en guerra con los insurgentes de la Rebelión Taiping, los Qing no estaban en condiciones de recibir un ataque de Occidente. Ye liberó a nueve de los tripulantes, pero se negó a liberar a los otros tres.

### Primera Batalla de Cantón (1856)
El 23 de octubre, los británicos destruyeron cuatro fuertes de barrera. El 25 de octubre, se exigió que se permitiera a los británicos entrar en Cantón. Al día siguiente, los británicos comenzaron a bombardear la ciudad, disparando un tiro cada 10 minutos. Ye Mingchen ofreció una recompensa por cada cabeza británica capturada. El 29 de octubre, la Marina Real abrió un agujero en las mal defendidas e inadecuadas murallas de la ciudad. Las tropas entraron en Cantón, con la bandera de los Estados Unidos plantada en las murallas y la residencia de Ye Mingchen por James Keenan, el cónsul estadounidense. Las pérdidas fueron de tres muertos y 12 heridos. Las negociaciones fracasaron y la ciudad fue bombardeada. El 6 de noviembre, 23 juncos de guerra atacaron y fueron destruidos. Hubo pausas para las conversaciones, y los británicos bombardeaban a intervalos, provocando incendios. El 5 de enero de 1857, los británicos regresaron a Hong Kong.
El 3 de marzo de 1857, el gobierno británico perdió una votación parlamentaria sobre el incidente de la Flecha y lo que había ocurrido en Cantón a finales del año anterior. Esta derrota condujo a las elecciones generales del Reino Unido en abril de 1857 que aumentaron la mayoría del gobierno.
En abril, el gobierno británico preguntó a los Estados Unidos de América y a Rusia si estaban interesados en alianzas, pero ambas partes rechazaron la oferta. En mayo de 1857, el Motín de la India se agravó, las tropas británicas destinadas a China fueron desviadas a la India. que se consideraba el asunto prioritario.

### Respuesta británica
Aunque los británicos fueron retrasados por la Rebelión de la India, respondieron al Incidente del Arrow en 1857 atacando Guangzhou desde el Río de las Perlas. Ye Mingchen, quien se convertiría en gobernador de las provincias de Guangdong y Guangxi, alertó a los soldados chinos en los fuertes. Después de tomar los fuertes cercanos a Cantón sin mucho esfuerzo, la Armada Británica atacó la ciudad.
El Parlamento Británico decidió tomar compensación de China basándose en el reporte del Incidente del Arrow presentado por Harry Parkes, el cónsul británico en Guangzhou. Francia, los Estados Unidos y Rusia recibieron invitaciones para adherirse al Reino Unido en una alianza. Francia se unió a la acción británica en contra de China, provocada por la ejecución del misionero francés Padre Auguste Chapdelaine, en el llamado «Incidente de Auguste Chapdelaine», por parte de autoridades locales en la provincia de Guangxi. El Imperio ruso y los Estados Unidos invitaron a Hong Kong a unirse a la causa anglo-francesa, pero nunca aportó ayuda militar.
Los británicos y los franceses unieron fuerzas bajo el mando del almirante Michael Seymour. La armada británica, liderada por Lord Elgin, y la francesa, encabezada por Gros, atacó y ocupó Guangzhou a fines de 1857. Ye Mingchen fue capturado, y Bo-gui, el gobernador de Guangdong, se rindió. Se formó un comité conjunto de la alianza. Bo-gui permaneció en su puesto original para mantener el orden en nombre de los agresores. La alianza anglo-francesa mantuvo el control de Guangzhou por casi cuatro años. Ye Mingchen fue exiliado a Calcuta, India británica, donde murió de inanición.
La coalición se dirigió luego hacia el norte para asaltar los fuertes de Taku, cerca de Tientsin (Tianjin) en mayo de 1858.

## Tratado de Tianjin
En junio de 1858, la primera parte de la guerra concluyó con el Tratado de Tianjin, en el cual Francia, Rusia y los Estados Unidos tomaron parte. Los chinos inicialmente se negaron a firmar el tratado.
Los puntos más importantes del tratado fueron: 
1. El Reino Unido, Francia, Rusia y los Estados Unidos tendrían el derecho de establecer legaciones diplomáticas (pequeñas embajadas) en Pekín, una ciudad cerrada en aquel tiempo;
2. Diez nuevos puertos serían abiertos al comercio internacional, incluyendo Niuzhuang, Danshui, Hankou y Nankín;
3. El derecho de todos los buques extranjeros incluyendo barcos comerciales a navegar libremente por el río Yangtsé;
4. El derecho a los extranjeros de viajar a regiones internas de China, lo cual antes estaba restringido;
5. China debería pagar una indemnización a Reino Unido y a Francia de 2 millones de taeles de plata respectivamente;
6. China debería pagar una compensación a los comerciantes británicos de 2 millones de taeles de plata por la destrucción de sus propiedades.

## Tratado de Aigun
El 28 de mayo de 1858, el Tratado de Aigun fue firmado con Rusia para revisar la frontera entre aquella nación y China, según se determinaba en el Tratado de Nerchinsk de 1689. Rusia ganó la orilla izquierda del río Amur. El tratado también le dio control sobre el área costera del océano Pacífico que no se congelaba, donde la ciudad de Vladivostok fue fundada en 1860.

## Continuación de la guerra

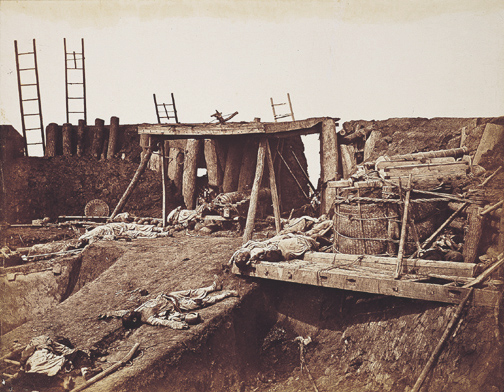
Interior del Fuerte Norte de Taku inmediatamente después de su captura, el 21 de agosto de 1860. Fotografía de Felice Beato.

En 1859, después de que China se negara a permitir el establecimiento de embajadas en Pekín como se había acordado en el Tratado de Tientsin, una fuerza naval bajo el mando del almirante Sir James Hope Grant bombardeó los fuertes ubicados en la boca del río Hai He. Un escuadrón naval comandado por el comodoro Josiah Tattnall los dañó gravemente.
En 1860, una fuerza anglo-francesa se reunió en Hong Kong y luego llevó a cabo un desembarco en Pei Tang el 3 de agosto, y un exitoso ataque a los fuertes de Taku el 21 de agosto. El 20 de septiembre, las tropas chinas fueron derrotadas en la batalla de Palikao, haciendo que para el 26 de septiembre, la fuerza llegue a Pekín, tomando la ciudad el 6 de octubre. Nombrando a su hermano, el príncipe Gong, como su representante, el emperador Xianfeng escapó al palacio de Chengde, ubicado en la ciudad de Chengde. 
Las tropas anglo-francesas incendiaron Antiguo Palacio de Verano (residencia principal de la corte a pesar de su nombre) después de varios días de saqueo. Pekín ya no estaba tomada, pero las tropas permanecieron en las afueras de la ciudad.
Los motivos de la destrucción del Antiguo Palacio de Verano son un tema de debate. La razones oficiales declaradas por Elgin eran las de desalentar a los chinos de usar el secuestro como una herramienta de negociación y vengarse del emperador por su violación a la bandera de tregua. Otras opiniones, como ejecuciones, son discutibles. Elgin calificó este hecho como lo «menos desagradable», al haber dañado el gobierno despótico pero sin alterar la vida cotidiana de los chinos inocentes. 
Historiadores occidentales afirman que el accionar de Elgin al autorizar la destrucción del Palacio de Verano fue motivado por la tortura y asesinato de casi veinte prisioneros occidentales, incluyendo dos enviados británicos y un periodista del periódico de la misma nacionalidad The Times. Los manchú de esa época habían convertido la tortura en un arte cruel que incluía la muerte por medio de miles de cortes mientras se estaba en lo que podría llamarse una chaqueta de alambre, y muerte por mortificación, en la cual los miembros eran quitados del cuerpo uno por uno. 
En este contexto, Elgin fue muy criticado por la completa destrucción del Antiguo Palacio de Verano. Historiadores chinos han argumentado que esta destrucción fue un encubrimiento para los ya muy extendidos saqueos.

## Convención de Pekín
El Tratado de Beijing, firmado en junio de 1858, fue finalmente extendido y ratificado por el hermano del emperador, el príncipe Gong, en la Convención de Pekín del 18 de octubre de 1860, firmada mientras las potencias occidentales ocupaban Pekín y se incendiaba el Antiguo Palacio de Verano. Así se puso final a la segunda guerra del Opio.
El comercio del opio fue legalizado y a los cristianos se les fueron concedidos todos los derechos civiles, incluyendo el derecho de la propiedad privada y el derecho de evangelizar.
El contenido de la Convención de Pekín incluye:
1. El reconocimiento de China sobre la validez del Tratado de Tientsin.
2. La apertura de Tianjin como un puerto comercial.
3. La cesión del distrito n.º 1 de Kowloon (al sur de la actual Boundary Street) al Reino Unido.
4. La autorización a los barcos británicos de llevar a los chinos heridos a EE. UU.
5. La indemnización al Reino Unido y Francia por 8 millones de taeles de plata a cada uno.
6. La legalización del comercio de opio.